# 11247 Wilburwright
11247 Wilburwright è un asteroide della fascia principale. Scoperto nel 1977, presenta un'orbita caratterizzata da un semiasse maggiore pari a 3,2286102 UA e da un'eccentricità di 0,1595798, inclinata di 4,99980° rispetto all'eclittica.